# Ptesiomyia alacris
Ptesiomyia alacris là một loài ruồi trong họ Tachinidae.